# Yuliia Dzhima
Ioulia Valentynivna Djima (en ukrainien : Юлія Валентинівна Джіма), dont le nom est également transcrit à l'anglaise Yuliia Dzhima (ou parfois, de manière erronée, Juliya Dzhyma), née le 19 septembre 1990 à Kiev, est une biathlète ukrainienne.

## Carrière
Yuliia Dzhima prend part à ses courses internationales junior à partir de 2008.
Son premier titre international intervient aux Championnats d'Europe 2011, où elle remporte le relais.
Elle est entrée en Coupe du monde en janvier 2012 à Oberhof (8e). Elle obtient son premier podium en relais à Hochfilzen en fin d'année 2012, tandis que son premier podium individuel intervient un an plus tard, aussi à Hochfilzen avec une deuxième place sur la poursuite, juste après sa première victoire sur un relais de Coupe du monde. Elle est vice-championne du monde 2013 de relais.
Le 21 février 2014, alors que de violents affrontements se déroulent à Kiev dans son pays, Yuliia Dzhima, présente aux Jeux olympiques de Sotchi, décroche la médaille d'or lors de l'épreuve de relais (4 × 6 km), en compagnie de Vita Semerenko, Valj Semerenko et Olena Pidhrushna. Lors des deux saisons suivantes, elle ne monte sur aucun podium individuel, mais le parvient avec des relais, gagnant en janvier 2016 à Ruhpolding. En 2017, elle devient championne d'Europe de sprint, puis vice-championne du monde de relais à Hochfilzen.
Après plusieurs années de disette, elle renoue avec le podium en individuel en terminant troisième des deux premières courses de la saison 2017-2018. Aux Jeux olympiques de Pyeongchang, elle est 20e de l'individuel, 11e du relais et 7e du relais mixte. Elle s'en sort mieux à Oslo, où elle récolte un nouveau podium sur le sprint.
Elle remporte la première victoire de sa carrière à la faveur d'un 20 sur 20 au tir, à l'arrivée de l'individuel 15 km de Pokljuka, première course de la saison 2018-2019 disputée le 6 décembre. Elle remporte ses troisième et quatrième médaille aux Championnats du monde sur le relais (bronze), respectivement en 2019 à Östersund et en 2020 à Antholz.
Lors du premier individuel de la saison 2019-2020 à Östersund, elle réitère une performance similaire à son succès de décembre 2018 avec un sans faute au tir et signe un nouveau podium (2e derrière Justine Braisaz et devant Julia Simon).

## Palmarès

### Jeux olympiques
| Édition / Épreuve | Individuel | Sprint | Poursuite | Mass start | Relais                         | Relais mixte |
| ----------------- | ---------- | ------ | --------- | ---------- | ------------------------------ | ------------ |
| Sotchi 2014       | 7e         | 42e    | —         | 23e        | Médaille d'or, Jeux olympiques | —            |
| Pyeongchang 2018  | 20e        | —      | —         | —          | 11e                            | 7e           |
| Pékin 2022        | 10e        | 8e     | 13e       | 7e         | 7e                             | 13e          |

Légende :
- : première place, médaille d'or
- : deuxième place, médaille d'argent
- : troisième place, médaille de bronze
- — : Non disputée par Dzhima

### Championnats du monde
| Édition / Épreuve       | Individuel | Sprint | Poursuite | Mass start | Relais                    | Relais mixte | Relais mixte simple              |
| ----------------------- | ---------- | ------ | --------- | ---------- | ------------------------- | ------------ | -------------------------------- |
| Ruhpolding 2012         | —          | 39e    | 48e       | —          | —                         | —            | Épreuve inexistante à cette date |
| Nové Město 2013         | 13e        | —      | —         | —          | Médaille d'argent, monde  | DSQ          | Épreuve inexistante à cette date |
| Kontiolahti 2015        | 38e        | —      | —         | —          | 5e                        | 11e          | Épreuve inexistante à cette date |
| Holmenkollen 2016       | 22e        | 31e    | 9e        | 25e        | 5e                        | —            | Épreuve inexistante à cette date |
| Hochfilzen 2017         | 9e         | 22e    | 23e       | 6e         | Médaille d'argent, monde  | 5e           | Épreuve inexistante à cette date |
| Östersund 2019          | 12e        | 54e    | DNS       | —          | Médaille de bronze, monde | —            | —                                |
| Antholz-Anterselva 2020 | 37e        | 22e    | 19e       | —          | Médaille de bronze, monde | 5e           | —                                |
| Pokljuka 2021           | 32e        | 37e    | 25e       | —          | Médaille de bronze, monde | 4e           | —                                |
| Oberhof 2023            | 40e        | 29e    | 14e       | —          | —                         | 10e          | —                                |
| Nové Město 2024         | 39e        | 21e    | 35e       | —          | 5e                        | 7e           | —                                |
| Lenzerheide 2025        | 5e         | 18e    | 22e       | 24e        | 11e                       | —            | 20e                              |

Légende :
- : première place, médaille d'or
- : deuxième place, médaille d'argent
- : troisième place, médaille de bronze
- : pas d'épreuve
- DSQ : disqualifiée
- DNS : n'a pas pris le départ
- — : non disputée par Dzhima

#### Coupe du monde
- Meilleur classement général : 8e en 2017.
- 8 podiums individuels : 1 victoire, 4 deuxièmes places et 3 troisièmes places.
- 18 podiums en relais : 4 victoires, 7 deuxièmes places et 7 troisièmes places.
- 1 podium en relais simple mixte : 1 troisième place.

 Dernière mise à jour le 6 mars 2021 

#### Classements en Coupe du monde
| Saison    | Individuel | Individuel | Sprint | Sprint   | Poursuite | Poursuite | Mass start | Mass start | Général | Général  |
| Saison    | Points     | Position   | Points | Position | Points    | Position  | Points     | Position   | Points  | Position |
| --------- | ---------- | ---------- | ------ | -------- | --------- | --------- | ---------- | ---------- | ------- | -------- |
| 2011-2012 |            |            | 55     | 47e      | 11        | 68e       |            |            | 66      | 60e      |
| 2012-2013 | 45         | 21e        | 167    | 20e      | 51        | 38e       | 26         | 36e        | 289     | 30e      |
| 2013-2014 | 39         | 17e        | 128    | 28e      | 131       | 20e       | 83         | 9e         | 381     | 18e      |
| 2014-2015 | 67         | 15e        | 101    | 32e      | 123       | 19e       | 37         | 30e        | 328     | 23e      |
| 2015-2016 | 54         | 17e        | 171    | 15e      | 168       | 13e       | 101        | 14e        | 494     | 13e      |
| 2016-2017 | 74         | 8e         | 188    | 13e      | 215       | 9e        | 162        | 4e         | 632     | 8e       |
| 2017-2018 | 91         | 2e         | 174    | 12e      | 126       | 17e       | 92         | 19e        | 483     | 11e      |
| 2018-2019 | 89         | 7e         | 52     | 49e      | 25        | 59e       | 21         | 38e        | 187     | 37e      |
| 2019-2020 | 85         | 10e        | 68     | 41e      | 40        | 37e       | 12         | 43e        | 205     | 36e      |
| 2020-2021 | 85         | 4e         | 166    | 16e      | 125       | 20e       | 60         | 26e        | 445     | 17e      |
| 2021-2022 | '          | 38e        | '      | 35e      | '         | 42e       | '          | 47e        | 153     | 41e      |
| 2022-2023 | '          | 37e        | '      | 33e      | '         | 39e       | '          | 38e        | 164     | 33e      |
| 2023-2024 | '          | 43e        | '      | 27e      | '         | 20e       | '          | 23e        | 283     | 24e      |

#### Victoire
| Saison    | Individuel | Sprint | Poursuite | Mass start | Total |
| 2018-2019 | Pokljuka   |        |           |            | 1     |
| Total     | 1          |        |           |            | 1     |

Dernière mise à jour le 6 décembre 2018

### Championnats d'Europe
- Médaille d'or du relais en 2011 et 2015.
- Médaille d'argent du sprint en 2013.
- Médaille d'or du sprint en 2017.
- Médaille d'argent de la poursuite en 2017.
- Médaille de bronze du relais mixte en 2017.
- Médaille d'or du relais mixte en 2020.
- Médaille d'argent de l'individuel en 2023.

### Championnats du monde de biathlon d'été
- Médaille de bronze de la poursuite en 2015.
- Médaille d'argent du relais mixte en 2016.